# Un beso en el puerto
Un beso en el puerto es una rumba compuesta en 1965, por letra y música de Sarmiento - Castellanos. Esta canción fue disco de oro y tuvo mucho éxito en España en la década de los sesenta. Interpretada por el famoso cantante español Manolo Escobar. Entre sus canciones de este disco figuran Así como tú, Arrepentios, La campanita y Embrujo de España.